# سعيد صديق
سعيد صديق (1 يناير 1960 -)، ممثل مصري.

## مسيرته
بدأ مشواره الفنى في الثمانينات عندما اشترك في عدة مسلسلات تليفزيونية منها «هو جرى أيه» و «الليث بن سعد» و «ذو النون المصرى». ثم توالت أعماله الفنية التي تنوعت فيها أدواره والذي استطاع أن يجسدها بنجاح.

## أعماله
- خط ساخن
- قضية رأي عام (2007)
- المنتقم (2012)
- باب الخلق (2012)
- الأخوة أعداء (2012)
- شارع عبدالعزيز (2011)
- المواطن اكس (2011)
- منتهى العشق (2010)
- أكتوبر الآخر (2010)
- الجماعة (2010)
- القطة العميا (2010)
- طوق نجاة (2010)
- مش فريندز (2010)
- قانون المراغي (2009)
- الأدهم (2009)
- المصراوية (ج2) (2009)
- حرب الجواسيس (2009)
- صدق وعده (2009)

مسلسل هي ودافنشى 2016

## روابط خارجية
- سعيد صديق على موقع الدهليز
- سعيد صديق على موقع قاعدة بيانات الأفلام العربية